# Mancommunauté Plana Alta
La Mancommunauté « Plana Alta »  regroupe 6 communes espagnoles appartenant à la Province de Castellón.
Sur une surface de 387,30 km2, elle inclut 6 communes pour un total de 10 032 habitants. En 2007, la communauté est présidée par Vicente Sales Renau, du PSPV-PSOE et maire de la ville de Sant Joan de Moró . Ses compétences se situent uniquement dans le domaine des services sociaux.
Les 6 villes sont:
- Benlloch
- Les Coves de Vinromà
- la Pobla Tornesa
- Sant Joan de Moró
- Sierra Engarcerán
- Vilafamés